# Иверица
Иверица је општи назив за плочу направљену од иверја дрвета или других лигноцелулозних материјала које је међусобно повезано органским везивом помоћу високе температуре, притиска, влаге, очвршћивача итд.
 Према начину пресовања, постоје нормално пресоване и екструзионо пресоване иверице. Код нормално пресованих, сила пресовања делује управно на површину плоче, па је иверје постављено паралелно површини плоче, док се код екструзионих пресовање врши паралелно површини плоче, а иверје је постављено управно на површину плоче.
Према запреминској маси, иверице се деле на: иверице мале запреминске масе (изолационе иверице; < 400 kg/m3), средње запреминске масе (400 kg/m3 − 800 kg/m3) и велике запреминске масе (> 800 3). Прави се од отпадног дрвета, пиљевине и иверја, које се мешају са специјалним лепком, а затим пресује на одређену дебљину. Опремљена иверица облаже се фурниром или пластичним фолијама с имитацијом шара квалитетног дрвета. Употребљава се за израду намештаја, облагање зидова,рекламне поносе, итд.
Најчешће врсте сировина за израду иверице су: стандардни ивер, вафер и стренд.